# Spręż
Spręż (stosunek sprężania) – wielkość charakteryzująca pracę sprężarki lub silnika wyrażająca się w stosunku ciśnienia tłocznego do ciśnienia ssawnego.